# St. Johann Baptist (Ripsdorf)

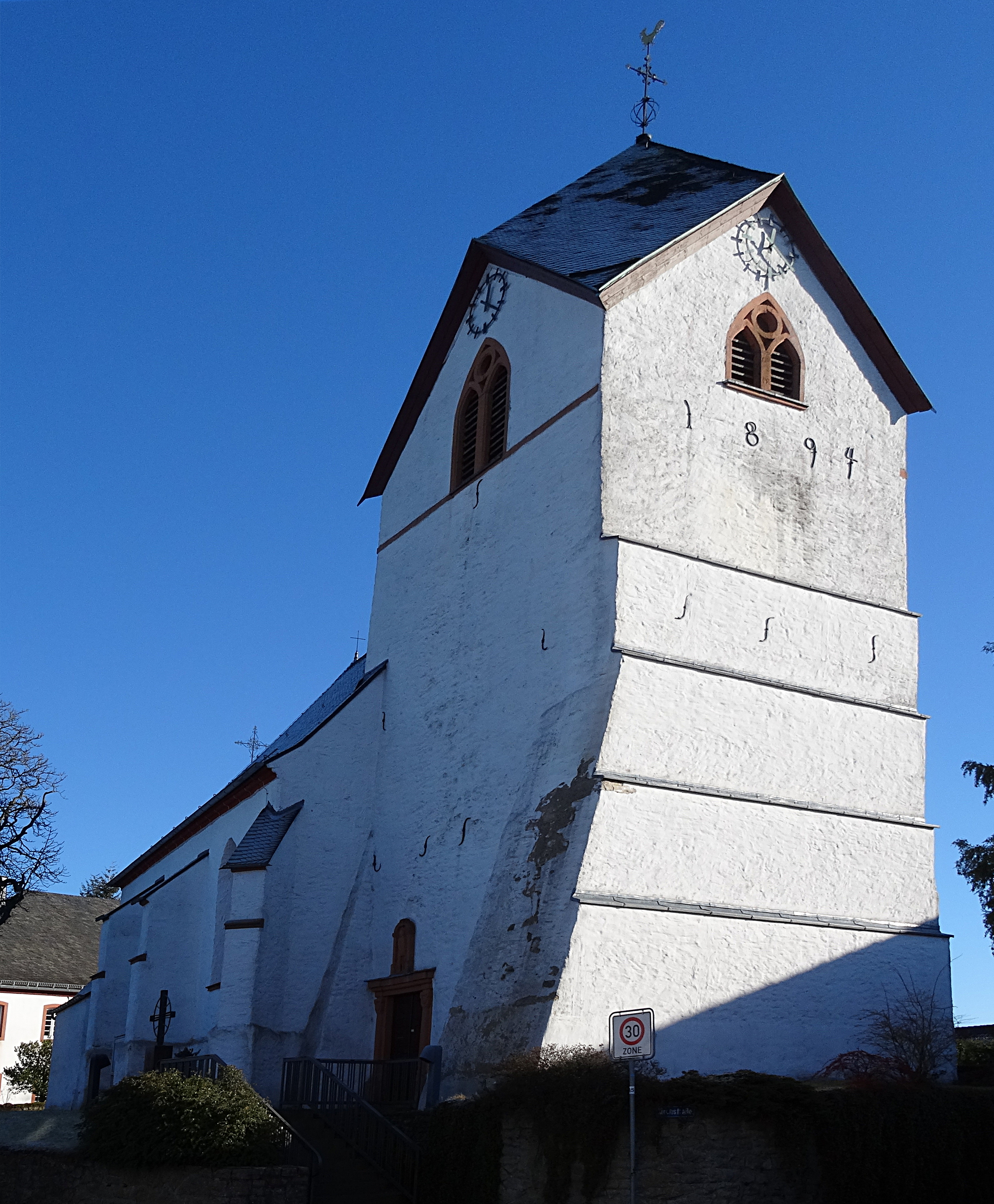
St. Johann Baptist in Ripsdorf

St. Johann Baptist ist die römisch-katholische Pfarrkirche des Blankenheimer Ortsteils Ripsdorf im Kreis Euskirchen in Nordrhein-Westfalen.
Die Kirche ist dem Patronat Johannes des Täufers anvertraut und als Baudenkmal unter Nummer 124 in die Liste der Baudenkmäler in Blankenheim (Ahr) eingetragen. Zur Pfarre zählen auch die Filialorte Hüngersdorf mit der Annakapelle und Nonnenbach mit der Kapelle St. Michael und Brigida.

## Lage
Die Pfarrkirche liegt in der Ortsmitte von Ripsdorf an der Ecke Hauptstraße (K 43) / Kirchstraße. Das geostete Kirchengebäude wird von einer Grünanlage umgeben. Östlich steht das alte Pfarrhaus.

## Geschichte
Ripsdorf ist eine alte Pfarrei. Erstmals urkundlich erwähnt werden Kirche und Pfarre in einer Urkunde aus dem Jahr 1121. Hierin wandelt der Kölner Erzbischof Friedrich I. von Schwarzenburg die Abtei Steinfeld in ein Chorherrenstift um. Ripsdorf wird hier unter den Besitzungen der Abtei aufgeführt. Bis zur Auflösung der Abtei 1802 besaß Steinfeld Rechte an der Kirche und stellte auch die Pfarrer. Durch die Neuordnung der kirchlichen Landschaft während der Franzosenzeit kam Ripsdorf 1802 an das Bistum Trier, bei dem es bis 1825 verblieb. Seitdem zählte der Ort wie auch zuvor wieder zum Erzbistum Köln. Seit der Neugründung des Bistums Aachen 1930 gehört die Pfarre Ripsdorf nun zu diesem Bistum.

## Baugeschichte

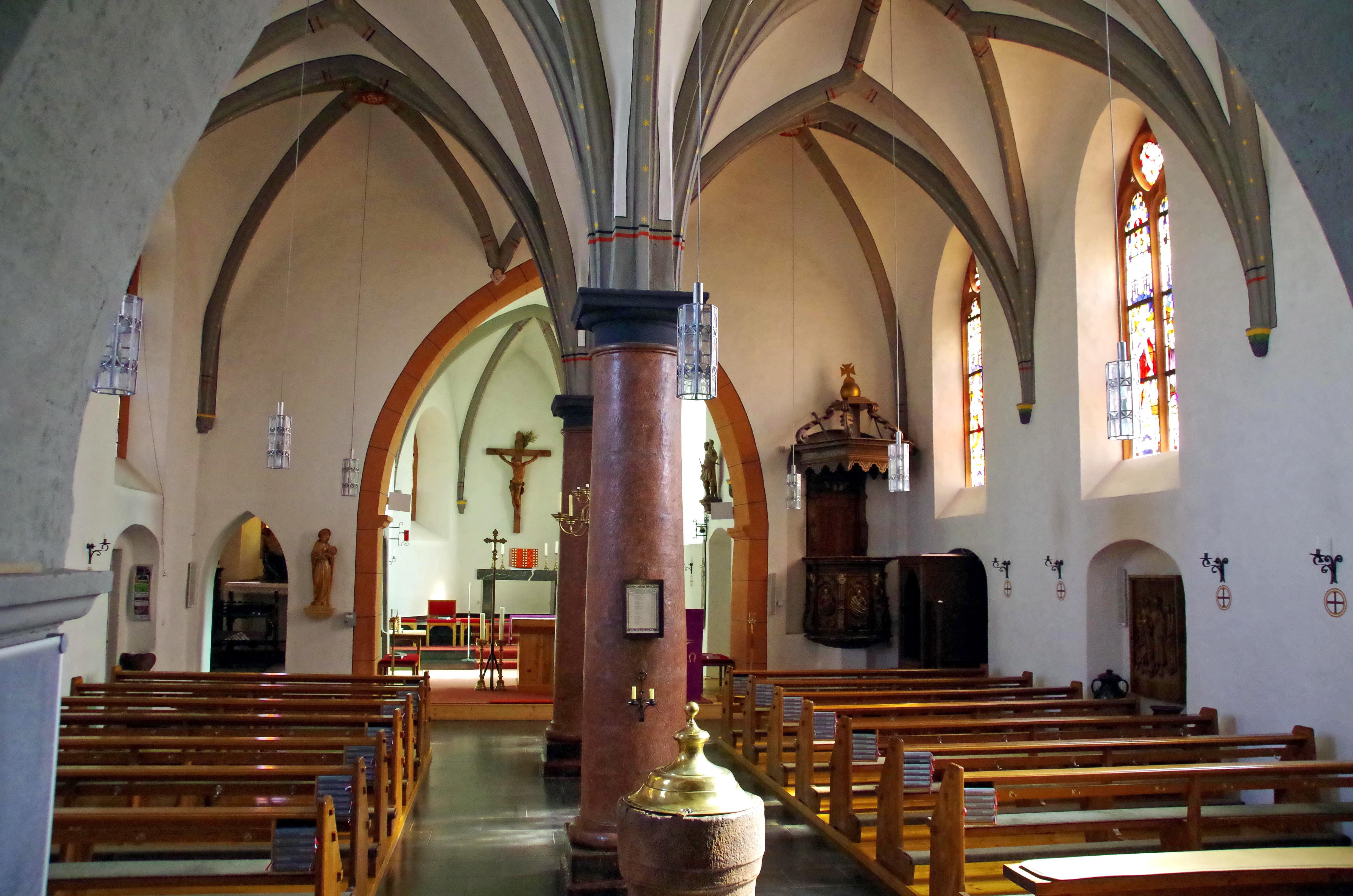
St. Johann Baptist (Ripsdorf), gotisches Kirchenschiff

Über die 1121 erwähnte Pfarrkirche ist nichts näheres bekannt, sie hat sich aber wahrscheinlich auf dem Platz der heutigen Kirche befunden. Die heutige Kirche wurde im 14. oder 15. Jahrhundert im Stil der Spätgotik errichtet. In einem Visitationsprotokoll des Jahres 1536 heißt es, die Kirche befinde sich in einem guten Zustand. Im Jahr 1667 erfolgte eine umfassende Renovierung der Kirche. Hierbei erhielt das Kirchenschiff das heutige Kreuzrippengewölbe und der Glockenturm sein charakteristisches Rhombendach. Im Zweiten Weltkrieg blieb das Gotteshaus von größeren Beschädigungen verschont. In den Jahren 1976 bis 1979 wurde die Kirche restauriert. Die Leitung der Renovierungsmaßnahmen hatte der Mechernicher Architekt Werner Geyer.

## Baubeschreibung
St. Johann Baptist ist eine zweischiffige und dreijochige Hallenkirche aus verputzten Bruchsteinen in Formen der Spätgotik mit einem einjochigen und dreiseitig geschlossenen Chor im Osten und einem mächtigen vorgesetzten dreigeschossigen Glockenturm im Westen. Das Innere wird von Kreuzrippengewölben überwölbt, die Fenster des Kirchenschiffes besitzen zweibahniges Maßwerk. Den Gläubigen stehen 190 Sitzplätze zur Verfügung.

## Ausstattung

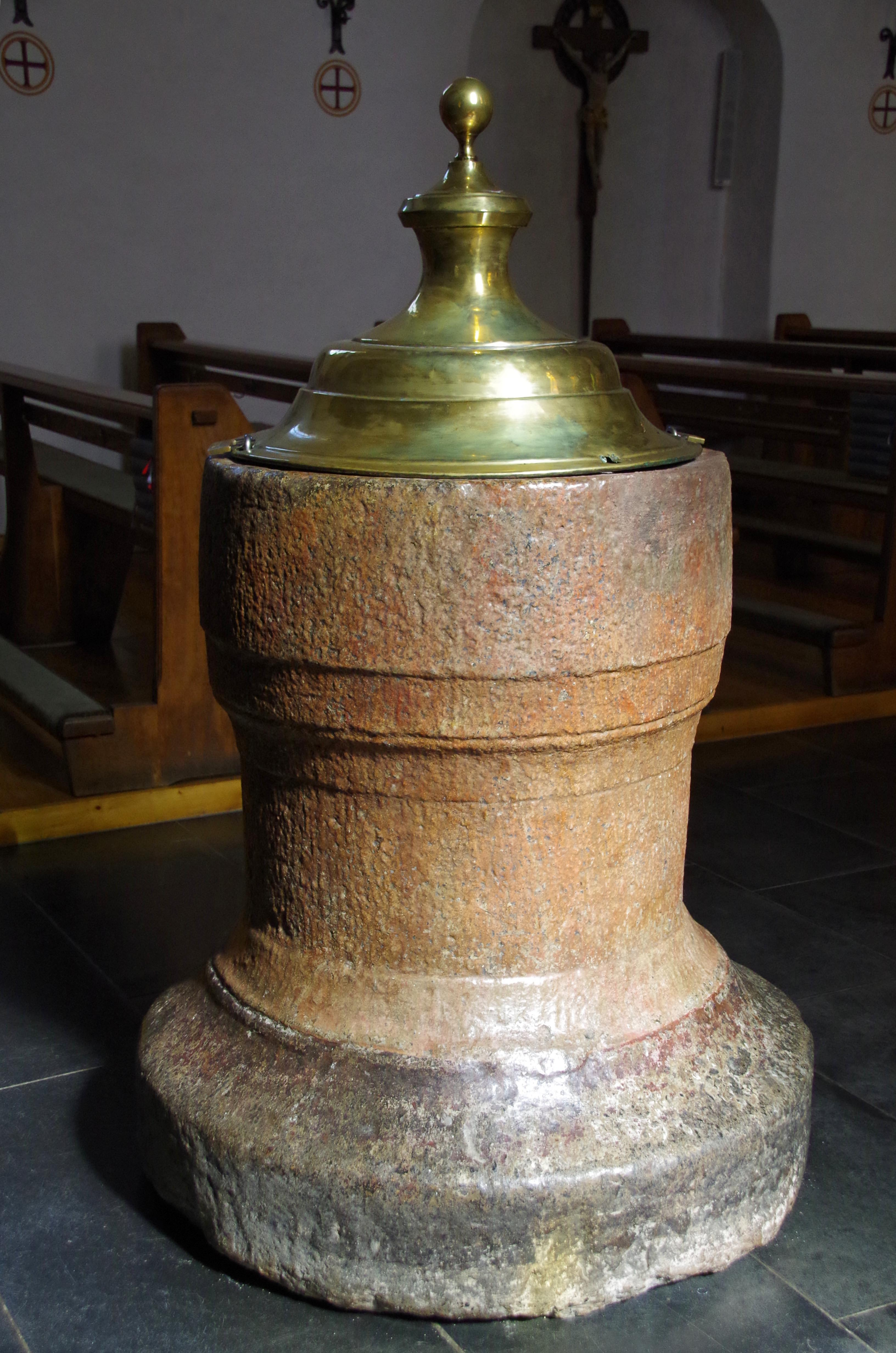
St. Johann Baptist (Ripsdorf), Taufstein (15. Jh.)

Im Innenraum befinden sich eine barocke Kanzel des 18. Jahrhunderts und Nebenaltäre aus gleicher Zeit. Ältestes Ausstattungsstück ist der Taufstein, eine Arbeit des 15. Jahrhunderts. Im Chor befinden sich ein moderner hölzerner Volksaltar und dahinter ein einfacher moderner Hochaltar aus Stein, der am 27. Oktober 1957 konsekriert wurde. Die Orgel besitzt 8 Register und ist ein Werk der Aachener Orgelbauanstalt Stahlhuth aus dem Jahr 1950. Die Buntglasfenster in Chor und Kirchenschiff sind Werke der Firma Reuter und Reichart aus dem Jahr 1904.

## Pfarrer
Folgende Priester wirkten bislang als Pfarrer in der Pfarrgemeinde St. Johann Baptist:
| von – bis             | Name                                                                                |
| --------------------- | ----------------------------------------------------------------------------------- |
| 1148                  | Wilhelm, als Pfarrer in Ripsdorf beurkundet                                         |
| 1203, 1226, 1230      | Albert, als Pfarrer in Ripsdorf beurkundet                                          |
| 1288, 1290            | Johannes, als Pfarrer in Ripsdorf beurkundet                                        |
| 1369                  | Johann, als Pfarrer in Ripsdorf beurkundet                                          |
| 1412                  | Johann, als Pfarrer in Ripsdorf beurkundet                                          |
| nach 1412 u. vor 1455 | Gottfried, als Pfarrer in Ripsdorf beurkundet                                       |
| 1455, 1461+           | Johann von Eschweiler, in Ripsdorf verstorben                                       |
| 1461-1494             | Johannes Stotzheim aus Münstereifel                                                 |
| nach 1500-1530+       | Johannes Linnich, in Ripsdorf verstorben                                            |
| 1530-1571+            | Gerhard von Olef, in Ripsdorf verstorben                                            |
| 1571-1595             | Adam Goir                                                                           |
| 1595-1611+            | Peter von Ellen aus Linden, in Ripsdorf verstorben                                  |
| 1611-1623             | Adolf Matthiae aus Minden                                                           |
| 1623-1635+            | Matthias Altdorf aus Düren, in Ripsdorf verstorben                                  |
| 1635-1673             | Johannes Bewer aus Monschau                                                         |
| 1673-1683+            | Johannes Axer aus Mutscheid, in Ripsdorf verstorben                                 |
| 1683-1690+            | Heinrich Gleen aus Köln, in Ripsdorf verstorben                                     |
| 1690-1716+            | Ernst Fransen aus Schleiden, in Ripsdorf verstorben                                 |
| 1716-1750+            | Adolph Heep aus Bessenich, in Ripsdorf verstorben                                   |
| 1751–1763             | Edmund Brewer aus Gangelt                                                           |
| 1763-1800+            | Pater Benedikt Ohrem aus Köln, in Ripsdorf verstorben                               |
| 1800–1815             | Pater Hermann Josef Großmann aus Köln                                               |
| 1815–1827             | Pater Theodor Johann Wilhelm Leopold Förster aus Zülpich                            |
| 1827–1852             | Johann Michael Zimmers aus Dahlem                                                   |
| 1852–1869             | Stephan Butzküben                                                                   |
| 1869–1890             | Hubert Nettekoven                                                                   |
| 1890–1895             | Johann Zeveld                                                                       |
| 1895–1901             | Mathias Wynands                                                                     |
| 1901–1906             | Joseph Maria Monschau aus Verviers                                                  |
| 1906–1908             | Christian Alfons van der Broek                                                      |
| 1908–1920             | Johann Peter Düren                                                                  |
| 1920–1928             | Peter Schröder                                                                      |
| 1928-1935             | Johannes Rötten                                                                     |
| 1935–1972+            | Josef Offermann, in Ripsdorf verstorben                                             |
| 1973–2003             | Josef Kraus aus Übach-Palenberg, letzter im Ripsdorfer Pfarrhaus wohnhafter Pfarrer |
| 2003–2007             | Karl-Heinz Stoffels aus Kallmuth                                                    |
| 2007–2014             | Hans-Peter Meuser aus Brüggen                                                       |
| 2014–2018             | Josef Berger                                                                        |
| Seit 2018             | Andreas Züll aus Floisdorf                                                          |